# Station Drigg
Drigg is een spoorwegstation van National Rail in Holmrook, Copeland in Engeland. Het station langs de Cumbrian Coast Line is eigendom van Network Rail en wordt beheerd door Northern Rail. Het station is een request stop, waar treinen alleen stoppen op verzoek.